# Групповая обогатительная фабрика «Россия»
Групповая обогатительная фабрика «Россия» — обогатительная фабрика, была спроектирована институтом «Днепродипрошахт» для обогащения газового энергетического угля и введена в действие в 1962 году.

## Характеристика
Проектная производственная мощность 1800 тыс. тонн в год, глубина обогащения 13 мм. В процессе освоения и эксплуатации фабрики глубина обогащения было снижена до 6 мм. Уголь обогащается одним машинным классом в тяжелосрединных сепараторах с магнетитовой суспензией, с разделением на концентрат и отходы. Из концентрата частично выделяется сортовой уголь для коммунально-бытового потребления. Остальной концентрат, вместе с отсевом 0-6 мм (по проекту 0-13 мм), отгружается на теплоэнергетику одним товарным продуктом. С целью повышения его качества, в 60-е годы на фабрике было установлено концентрационные столы, которые со временем были демонтированы как недостаточно эффективные. Для упрощения и замыкания водно-шламовой схемы были введены фильтр-прессы, которые могли обезвоживать тонкий шлам. Проблема снижения зольности мелких классов остаётся актуальной и до настоящего времени.
Место нахождения: г. Новогродовка, Донецкая область, железнодорожная станция Гродовка.